# Nazareth (альбом)
Nazareth — дебютный студийный альбом шотландской рок-группы Nazareth, вышедший в 1971 году.
После того, как группа была замечена миллионером Биллом Фехилли, который стал их менеджером, группа заключает контракт с лейблом Pegasus и в середине 1971 года переезжает в Лондон. В том же 1971 году группа записывает на студии Trident Studios дебютный альбом, получивший название Nazareth.
Несмотря на то, что альбом получил одобрение критиков, коммерческого успеха он не имел. Однако более счастливая судьба ждала два сингла c него, изданные в 1972 году: «Dear John» вошёл в тройку лучших песен во Франции, а «Morning Dew» пользовалась популярностью в Германии. Этого было достаточно, чтобы расписание гастрольных поездок группы было расписано на весь 1972 год. На родине оба сингла провалились.
Дэн Маккаферти: «Бодрый залп энергии и куража. Понятия не имели, в каком направлении нам двигаться, но смаковали каждую минуту».

## Список композиций
Слова и музыка всех песен — написаны Питом Эгнью, Мэнни Чарлтоном, Дэном Маккаферти, Дэрелом Свитом, кроме отмеченных.
| №  | Название                      | Автор(ы)                      | Длительность |
| -- | ----------------------------- | ----------------------------- | ------------ |
| 1. | «Witchdoctor Woman»           | Мэнни Чарлтон, Дэн МакКаферти | 4:06         |
| 2. | «Dear John»                   |                               | 3:45         |
| 3. | «Empty Arms, Empty Heart»     |                               | 3:17         |
| 4. | «I Had a Dream»               |                               | 3:22         |
| 5. | «Red Light Lady (Part 1 & 2)» |                               | 5:56         |

| №                   | Название            | Автор(ы)               | Длительность |
| ------------------- | ------------------- | ---------------------- | ------------ |
| 1.                  | «Fat Man»           |                        | 3:23         |
| 2.                  | «Country Girl»      |                        | 4:03         |
| 3.                  | «Morning Dew»       | Бонни Добсон, Тим Роуз | 7:05         |
| 4.                  | «The King Is Dead»  |                        | 5:42         |
| Общая длительность: | Общая длительность: | Общая длительность:    | 40:39        |

| №  | Название                                            | Автор(ы)                      | Длительность |
| -- | --------------------------------------------------- | ----------------------------- | ------------ |
| 1. | «Friends» (би-сайд)                                 |                               | 3:23         |
| 2. | «Dear John» (single edit)                           |                               | 2:42         |
| 3. | «Morning Dew» (alternate edited version)            | Бонни Добсон, Тим Роуз        | 4:50         |
| 4. | «Friends» (alternate edit)                          |                               | 3:26         |
| 5. | «Morning Dew» (extended single version)             | Бонни Добсон, Тим Роуз        | 8:07         |
| 6. | «Witchdoctor Woman» (previously unreleased version) | Мэнни Чарлтон, Дэн МакКаферти | 4:31         |

## Участники записи
Приведены по сведениям базы данных Discogs, нумерация треков указана по изданию в формате компакт-диска.

| Nazareth: - Дэн Маккаферти — вокал - Мэнни Чарлтон — гитара - Питер Эгнью — бас-гитара, гитара - Дэрел Свит — ударные | Приглашённые музыканты: - Дэвид Стюарт — орган (в песне 5) - Пит Уингфилд — фортепиано (в песнях 2, 8) - Пит Йорк — конга, челюсть, тамбурин (в песне 9) - Би Джей Коул — слайд-гитара (в песне 7) - Колин Фретчер — аранжировка струнных и баса (в песнях 5, 9) |

Технический персонал:

| Оригинальное издание - Дэвид Хичкок — музыкальный продюсер - Рой Томас Бейкер — звукоинженер - Саймон Сколфилд — ассистент звукоинженера - Джон Пантер — звукоинженер (наложение струнных) - Джордж Пекхэм — нарезка лакового слоя - C.C.S. Associates — дизайн конверта, разработка макета - Джим Уилсон — фотографии | Переиздание 1999 года - Стив Хаммондс — координатор проекта - Майк Браун — ремастеринг - Лаура Валлис — дизайн - Роберт Корич — аннотации к переизданию, ремастеринг - Джо Гисин — аннотации к переизданию |